# Piperia elegans
Piperia elegans es una especie de orquídea terrestre perteneciente a la familia Orchidaceae. 

## Distribución
Son nativas del oeste de los Estados Unidos. Encontrado en California en elevaciones de 500 a 700 m s. n. m.

## Descripción
Se trata de una vistosa floración de plantas, nativa de América del Norte occidental.  Crece de un tubérculo subterráneo y envía un tallo grueso a poco menos de un metro de altura. El tallo está rematado con una inflorescencia cilíndrica de espigas densas con flores de color blanco con pétalos curvados de color amarillo verdoso. Las especies costeras son notablemente más gruesas y tienen más flores que las que crecen hacia el interior, es incierto que estas sean variantes, subespecies, o incluso especies separadas. Otras especies de Piperia, en particular la especie en peligro de extinción p. yadonii son bastante similares en apariencia a algunas poblaciones de esta especie.

## Nombre común
- Inglés:elegant piperia,  coast piperia, hillside rein orchid, y hillside bogorchid

## Sinonimia
- Platanthera elegans Lindl. (1835) (Basionymum)
- Habenaria elegans (Lindl.) Bol. (1870)
- Habenaria elegans var. multiflora (Rydb.) M. Peck (1941)
- Habenaria unalascensis ssp. maritima Calder & Roy L. Taylor (1965)
- Piperia maritima
- Piperia multiflora